# Madanrting
Madanrting (o Madanriting) è una suddivisione dell'India, classificata come census town, di 16.700 abitanti, situata nel distretto dei Monti Khasi Orientali, nello stato federato del Meghalaya. In base al numero di abitanti la città rientra nella classe IV (da 10.000 a 19.999 persone).

## Società

### Evoluzione demografica
Al censimento del 2001 la popolazione di Madanrting assommava a 16.700 persone, delle quali 8.478 maschi e 8.222 femmine. I bambini di età inferiore o uguale ai sei anni assommavano a 2.223, dei quali 1.112 maschi e 1.111 femmine. Infine, coloro che erano in grado di saper almeno leggere e scrivere erano 12.694, dei quali 6.742 maschi e 5.952 femmine.